# CDU/CSU
CDU/CSU és el nom amb què es coneix informalment la coalició parlamentària alemanya formada per la Unió Demòcrata Cristiana d'Alemanya (CDU, en alemany Christlich Demokratische Union Deutschlands) i la Unió Social Cristiana de Baviera (CSU, en alemany Christlich-Soziale Union in Bayern), que es consideren partits germans i formen una facció comuna al Bundestag. Ambdós partits tenen una organització juvenil comuna, coneguda com a Junge Union (Unió Jove). La CSU només es presenta electoralment a l'estat de Baviera, mentre que la CDU es presenta a la resta d'Alemanya.
Tant la CDU com la CSU es van establir després de la Segona Guerra Mundial i tenien en comú una perspectiva demòcrata cristiana. La raó per la qual la Unió Social Cristiana de Baviera és un partit a part es remunta a 1919, quan el seu predecessor, el Partit Popular Bavarès, es va separar del Partit del Centre Catòlic (considerat el fet precursor de la CDU) per tal de buscar una visió més conservadora, catòlica i particularista bavaresa.
En temes de política federal la CDU i la CSU poques vegades difereixen, però segueixen sent partits separats des del punt de vista legal i organitzatiu. Les diferències entre la CDU i la de vegades més socialment conservadora CSU a vegades han tingut conflictes en el passat. L'incident greu i més notable va ser el 1976, quan la CSU, sota Franz Josef Strauss, va posar fi a l'aliança amb la CDU en una conferència del partit a Wildbad Kreuth. Aquesta decisió va ser revocada poc després quan la CDU va amenaçar de presentar candidats contra la CSU a Baviera. A les eleccions federals alemanyes de 2005 i 2009 ha format part de la coalició de govern d'Angela Merkel.

## Resultats electorals

### Parlament Federal (Bundestag)
| Any  | Candidat a Canceller       | Candidat a Canceller      | CDU            | CDU            | CDU              | CDU              | CSU            | CSU            | CSU              | CSU              | CDU/CSU   | CDU/CSU   | CDU/CSU               | Govern             |
| Any  | Candidat a Canceller       | Candidat a Canceller      | Circumscripció | Circumscripció | Llista de partit | Llista de partit | Circumscripció | Circumscripció | Llista de partit | Llista de partit | %         | Escons    | +/–                   | Govern             |
| Any  | Candidat a Canceller       | Candidat a Canceller      | Vots           | %              | Votes            | %                | Vots           | %              | Votes            | %                | %         | Escons    | +/–                   | Govern             |
| ---- | -------------------------- | ------------------------- | -------------- | -------------- | ---------------- | ---------------- | -------------- | -------------- | ---------------- | ---------------- | --------- | --------- | --------------------- | ------------------ |
| 1949 |                            | Konrad Adenauer (CDU)     |                |                | 5,978,636        | 25.2             |                |                | 1,380,448        | 5.8              | 31.0      | 139 / 402 |                       | CDU/CSU–FDP–DP     |
| 1953 | 9,577,659                  | Konrad Adenauer (CDU)     | 34.8           | 10,016,594     | 36.4             | 2,450,286        | 8.9            | 2,427,387      | 8.8              | 45.2             | 249 / 509 | 110       | CDU/CSU–FDP–DP        |                    |
| 1957 | 11,975,400                 | Konrad Adenauer (CDU)     | 39.7           | 11,875,339     | 39.7             | 3,186,150        | 10.6           | 3,133,060      | 10.5             | 50.2             | 277 / 519 | 28        | CDU/CSU–DP (1957–60)  |                    |
| 1957 | 11,975,400                 | Konrad Adenauer (CDU)     | 39.7           | 11,875,339     | 39.7             | 3,186,150        | 10.6           | 3,133,060      | 10.5             | 50.2             | 277 / 519 | 28        | CDU/CSU (1960–1961)   |                    |
| 1961 | 11,622,995                 | Konrad Adenauer (CDU)     | 36.3           | 11,283,901     | 35.8             | 3,104,742        | 9.7            | 3,014,471      | 9.6              | 45.4             | 251 / 521 | 26        | CDU/CSU–FDP           |                    |
| 1965 | Ludwig Erhard (CDU)        | 12,631,319                | 38.9           | 12,387,562     | 38.0             | 3,204,648        | 9.9            | 3,136,506      | 9.6              | 47.6             | 251 / 518 | =         | CDU/CSU–FDP (1965–66) |                    |
| 1965 | Ludwig Erhard (CDU)        | 12,631,319                | 38.9           | 12,387,562     | 38.0             | 3,204,648        | 9.9            | 3,136,506      | 9.6              | 47.6             | 251 / 518 | =         | CDU/CSU–SPD (1966–69) |                    |
| 1969 | Kurt Georg Kiesinger (CDU) | 12,137,148                | 37.1           | 12,079,535     | 36.6             | 3,094,176        | 9.5            | 3,115,652      | 9.5              | 46.1             | 250 / 518 | 1         | Oposició              |                    |
| 1972 | Rainer Barzel (CDU)        | 13,304,813                | 35.7           | 13,190,837     | 35.2             | 3,620,625        | 9.7            | 3,615,183      | 9.7              | 44.9             | 234 / 518 | 16        | Oposició              |                    |
| 1976 | Helmut Kohl (CDU)          | 14,423,157                | 38.3           | 14,367,302     | 38.0             | 4,008,514        | 10.6           | 4,027,499      | 10.6             | 48.6             | 254 / 518 | 20        | Oposició              |                    |
| 1980 |                            | Franz Josef Strauss (CSU) | 13,467,207     | 35.6           | 12,989,200       | 34.2             | 3,941,365      | 10.4           | 3,908,459        | 10.3             | 44.5      | 237 / 519 | 17                    | Oposició (1980–82) |
| 1980 | CDU/CSU–FDP (1982–83)      | Franz Josef Strauss (CSU) | 13,467,207     | 35.6           | 12,989,200       | 34.2             | 3,941,365      | 10.4           | 3,908,459        | 10.3             | 44.5      | 237 / 519 | 17                    |                    |
| 1983 |                            | Helmut Kohl (CDU)         | 15,943,460     | 41.0           | 14,857,680       | 38.1             | 4,318,800      | 11.1           | 4,140,865        | 10.6             | 48.7      | 255 / 520 | 18                    | CDU/CSU–FDP        |
| 1987 | 14,168,527                 | Helmut Kohl (CDU)         | 37.5           | 13,045,745     | 34.4             | 3,859,244        | 10.2           | 3,715,827      | 9.8              | 44.2             | 234 / 519 | 21        | CDU/CSU–FDP           |                    |
| 1990 | 17,707,574                 | Helmut Kohl (CDU)         | 38.3           | 17,055,116     | 36.7             | 3,423,904        | 7.4            | 3,302,980      | 7.1              | 43.8             | 319 / 662 | 85        | CDU/CSU–FDP           |                    |
| 1994 | 17,473,325                 | Helmut Kohl (CDU)         | 37.2           | 16,089,960     | 34.2             | 3,657,627        | 6.5            | 3,427,196      | 7.3              | 41.4             | 294 / 672 | 25        | CDU/CSU–FDP           |                    |
| 1998 | 15,854,215                 | Helmut Kohl (CDU)         | 32.2           | 14,004,908     | 28.4             | 3,602,472        | 7.3            | 3,324,480      | 6.8              | 35.2             | 245 / 669 | 49        | Oposició              |                    |
| 2002 |                            | Edmund Stoiber (CSU)      | 15,336,512     | 32.1           | 14,167,561       | 29.5             | 4,311,178      | 9.0            | 4,315,080        | 9.0              | 38.5      | 248 / 603 | 3                     | Oposició           |
| 2005 |                            | Angela Merkel (CDU)       | 15,390,950     | 32.6           | 13,136,740       | 27.8             | 3,889,990      | 8.2            | 3,494,309        | 7.4              | 35.2      | 226 / 614 | 22                    | CDU/CSU–SPD        |
| 2009 | 13,856,674                 | Angela Merkel (CDU)       | 32.0           | 11,828,277     | 27.3             | 3,191,000        | 7.4            | 2,830,238      | 6.5              | 33.8             | 239 / 622 | 13        | CDU/CSU–FDP           |                    |
| 2013 | 16,233,642                 | Angela Merkel (CDU)       | 37.2           | 14,921,877     | 34.1             | 3,544,079        | 8.1            | 3,243,569      | 7.4              | 41.5             | 311 / 631 | 72        | CDU/CSU–SPD           |                    |
| 2017 | 14,027,804                 | Angela Merkel (CDU)       | 30.2           | 12,445,832     | 26.8             | 3,255,604        | 7.0            | 2,869,744      | 6.2              | 32.9             | 246 / 709 | 65        | CDU/CSU–SPD           |                    |
| 2021 | Armin Laschet (CDU)        | 10,445,571                | 22.6           | 8,770,980      | 19.0             | 2,787,904        | 6.0            | 2,402,826      | 5.2              | 24.1             | 197 / 735 | 50        | Oposició              |                    |
| 2025 | Friedrich Merz (CDU)       | 12,601,967                | 25.5           | 11,194,700     | 22.6             | 3,271,730        | 6.6            | 2,963,732      | 6.0              | 28.5             | 208 / 630 | 11        | A anunciar            |                    |

### Parlament Europeu
| Any  | CDU        | CDU       | CSU       | CSU       | CDU/CSU | CDU/CSU | CDU/CSU |
| Any  | Vots       | %         | Vots      | %         | %       | Escons  | +/–     |
| ---- | ---------- | --------- | --------- | --------- | ------- | ------- | ------- |
| 1979 | 10,883,085 | 39.1 (#2) | 2,817,120 | 10.1 (#3) | 49.2    | 40 / 78 |         |
| 1984 | 9,308,411  | 37.5 (#1) | 2,109,130 | 8.5 (#3)  | 46.0    | 39 / 78 | 1       |
| 1989 | 8,332,846  | 29.5 (#2) | 2,326,277 | 8.2 (#4)  | 37.7    | 31 / 78 | 8       |
| 1994 | 11,346,073 | 32.0 (#2) | 2,393,374 | 6.8 (#4)  | 38.8    | 47 / 99 | 15      |
| 1999 | 10,628,224 | 39.3 (#1) | 2,540,007 | 9.4 (#4)  | 48.7    | 53 / 99 | 6       |
| 2004 | 9,412,997  | 36.5 (#1) | 2,063,900 | 8.0 (#4)  | 44.5    | 49 / 99 | 4       |
| 2009 | 8,071,391  | 30.7 (#1) | 1,896,762 | 7.2 (#6)  | 37.9    | 42 / 99 | 7       |
| 2014 | 8,807,500  | 30.0 (#1) | 1,567,258 | 5.3 (#6)  | 35.4    | 34 / 96 | 8       |
| 2019 | 8,437,093  | 22.6 (#1) | 2,354,816 | 6.3 (#5)  | 28.9    | 29 / 96 | 5       |
| 2024 | 9,431,567  | 23.7 (#1) | 2,513,300 | 6.3 (#5)  | 30.0    | 29 / 96 | =       |

## Portaveusde la CDU/CSU al Bundestag
- Heinrich von Brentano di Tremezzo (1949–1955)
- Heinrich Krone (1955–1961)
- Heinrich von Brentano di Tremezzo (1961–1964)
- Rainer Barzel (1964–1973)
- Karl Carstens (1973–1976)
- Helmut Kohl (1976–1982)
- Alfred Dregger (1982–1991)
- Wolfgang Schäuble (1991–2000)
- Friedrich Merz (2000–2002)
- Angela Merkel (2002–2005)
- Volker Kauder (2005–2018)
- Ralph Brinkhaus (2018–)